# Решковци
Решковци (хрв. Reškovci) су насељено место у општини Капела, Бјеловарско-билогорска жупанија, Хрватска.

## Историја
До територијалне реорганизације у Хрватској били су у саставу старе општине Бјеловар.

## Становништво
У попису становништва из 2011. године, Решковци су имали 34 становника.
| Број становника према пописима | Број становника према пописима | Број становника према пописима | Број становника према пописима | Број становника према пописима | Број становника према пописима | Број становника према пописима | Број становника према пописима | Број становника према пописима | Број становника према пописима | Број становника према пописима | Број становника према пописима | Број становника према пописима | Број становника према пописима | Број становника према пописима | Број становника према пописима |
| ------------------------------ | ------------------------------ | ------------------------------ | ------------------------------ | ------------------------------ | ------------------------------ | ------------------------------ | ------------------------------ | ------------------------------ | ------------------------------ | ------------------------------ | ------------------------------ | ------------------------------ | ------------------------------ | ------------------------------ | ------------------------------ |
| 1857                           | 1869                           | 1880                           | 1890                           | 1900                           | 1910                           | 1921                           | 1931                           | 1948                           | 1953                           | 1961                           | 1971                           | 1981                           | 1991                           | 2001                           | 2011                           |
| 0                              | 0                              | 0                              | 30                             | 55                             | 54                             | 49                             | 81                             | 69                             | 72                             | 56                             | 59                             | 52                             | 44                             | 45                             | 34                             |

Напомена: Од 1857. до 1880. подаци су садржани у насељу Подгорци (Ровишће).

### Попис1991.
У попису становништва из 1991. године, Решковци су имали 44 становника, следећег националног састава:
| Попис 1991.‍ | Попис 1991.‍ | Попис 1991.‍ | Попис 1991.‍ | Попис 1991.‍ |
| ----------- | ----------- | ----------- | ----------- | ----------- |
|             |             |             |             |             |
| Хрвати      | Хрвати      |             | 37          | 84,09%      |
| Југословени | Југословени |             | 4           | 9,09%       |
| Срби        | Срби        |             | 3           | 6,81%       |
| укупно: 44  |             |             |             |             |

### Попис1910.
| Решковци                    | Решковци                         |
| --------------------------- | -------------------------------- |
| језик                       | вера                             |
| укупно: 54 Српски 54 (100%) | укупно: 54 Православци 54 (100%) |